# 平遙國際電影展
平遥国际电影展每年十月在中國山西平遙古城舉辦，由中国“第六代导演”的领军人物贾樟柯于2017年创办，以展映非西方（中國、亞洲、東歐、拉丁美洲、非洲）影片為主。
其英文名稱為 Pingyao Crouching Tiger Hidden Dragon International Film Festival，命名得到電影《臥虎藏龍》導演李安特別授權 。縮寫為PYIFF。

## 歷史
平遙國際電影展由賈樟柯於2017年3月16日在北京的中國電影導演中心舉行的新聞發布會上首次宣布成立，採取「政府推動、市場運作」的模式，由平遙電影展有限公司具體運作。藝術總監馬可·穆勒是北京國際電影節的前首席顧問和策展人，也是威尼斯電影節、羅馬電影節、盧卡諾影展等的前主席。在後來的採訪中，穆勒说，早於2015年，賈樟柯即向他表達在平遥舉辦電影節的構思，這個建議在他於翌年訪問了這個美麗的古城後拍板落實。
平遥国际电影展是继上海国际电影节、中国长春电影节、北京国际电影节、丝绸之路国际电影节之后，第五个获得国家批准的国际电影展。

## 单元与荣誉
平遥国际电影展由展映、产业、学术、教育四大板块构成。在展映世界各国优秀影片的基础上，平遥国际电影展尤为注重发现并积极推广新兴及发展中国家青年导演的优秀作品，为这些影片提供发声的平台，旨在增强世界各国电影工作者之间的交流，以激活、繁荣世界电影的创作。
| 板块 | 单元               | 介绍 | 官方专业评审团荣誉                                       |
| ---- | ------------------ | --- | -------------------------------------------------------- |
| 展映 | 卧虎               | 全球非华语新导演展映单元，要求首作、第二、第三部长片                                                         | 罗西里尼荣誉·最佳影片、最佳导演                          |
| 展映 | 藏龙               | 全球华语新导演展映单元，要求首作、第二、第三部长片                                                           | 费穆荣誉·最佳影片、最佳导演、最佳男女演员； 青年评审荣誉 |
| 展映 | 藏龙短片           | 2023年设立、全球年度优秀华语短片                                                                             | 费穆荣誉·最佳短片                                        |
| 展映 | 从山西出发         | 主创为山西籍、山西影视公司担任第一出品、在山西取景拍摄、以山西为故事背景的优秀影片                           | 桐叶荣誉·最佳影片                                        |
| 展映 | 首映               | 全球年度重要导演作品、备受关注的优秀影片的中国内地首映                                                       |                                                          |
| 展映 | 回顾               | 经典电影展映                                                                                                 |                                                          |
| 产业 | 发展中             | 精选尚处于发展钟的优秀电影长片项目，面向产业人士进行介绍和样片放映                                           | 添翼计划荣誉等                                           |
| 产业 | 平遥创投           | 2019年设立、精选尚未制作、处于剧本开发阶段的华语电影项目                                                     | 青云剧本奖等                                             |
| 产业 | 剧集计划           | 2021年设立、精选发展中的短剧集项目                                                                           | 最佳剧集奖等                                             |
| 产业 | 从文学到影视       | 2022年设立、尚未进行影视开发的文学作品，经推荐委员会评审选出“推介作品”，在影展期间进行签售、交流、产业孵化等 |                                                          |
| 学术 | 大师班、对话、论坛 | |                                                          |
| 教育 | 平遥一角           | 优秀高校学生短片                                                                                             | 最佳学生短片                                             |

除上述官方各单元的专业评审团所颁发的荣誉外，平遥电影节还设有“交流贡献荣誉”和“观众票选荣誉”。
此外，2019年，由专业影评人所组成的迷影精神赏还与平遥电影节合作设立了一个针对藏龙单元的影评人平行奖项：“迷影选择荣誉”。

## 第一屆（2017年）
第一屆平遙國際電影展於2017年10月28日至11月4日舉行，放映五十餘部來自十八個國家和地區的優秀電影。
首届电影展主题为“平遥元年”，主要设置“首映”、“卧虎”（新导演）、“藏龙”（类型电影特别关注）、“中国新生代”、“影展之最”、“回顾/致敬”等六大单元，及“发展中电影计划”、艺术展、论坛、大师讲堂、研讨会等活动。開場電影為《芳華》。開幕式在平遙電影宮「站台」露天劇場舉行。吳宇森獲授與「東西方交流傑出榮譽」。

### 獲獎名單
| 類別                | 獎項                       | 獲獎者                          |
| ------------------- | -------------------------- | ------------------------------- |
| 羅伯托·羅西尼里榮譽 | 最佳影片                   | 伊莉莎維塔·斯蒂肖娃《蘇萊曼山》 |
| 羅伯托·羅西尼里榮譽 | 最佳導演                   | 趙婷《騎士》                    |
| 費穆榮譽            | 最佳影片                   | 文晏《嘉年華》                  |
| 費穆榮譽            | 最佳導演                   | 劉健《大世界》                  |
| 發展中電影榮譽      | 添翼計劃                   | 王一通《殺豬匠》                |
| 觀眾票選榮譽        | 特別表揚                   | 文淇《嘉年華》                  |
| 觀眾票選榮譽        | 最受歡迎男演員             | 克拉斯·邦《魔方》               |
| 觀眾票選榮譽        | 最受歡迎女演員             | 馮文娟《請你記住我》            |
| 觀眾票選榮譽        | 中國新生代單元最受歡迎影片 | 鵬飛《米花之味》                |
| 觀眾票選榮譽        | 影展之最單元最受歡迎影片   | 安娜·烏魯沙澤《驚慌媽媽》       |
| 觀眾票選榮譽        | 首映單元最受歡迎影片       | 阿伊達·貝吉奇《不要離開我》     |
| 觀眾票選榮譽        | 首映單元最受歡迎影片       | 彭小蓮《請你記住我》            |
| 觀眾票選榮譽        | 藏龍單元最受歡迎影片       | 費卡拉、皮考尼《小鎮風雲》      |
| 觀眾票選榮譽        | 臥虎單元最受歡迎影片       | 伊莉莎維塔·斯蒂肖娃《蘇萊曼山》 |

## 第二屆（2018年）
第二屆平遙國際電影展於2018年10月11日至20日舉行，主題是「電影回歸市集」，展出來自廿五個國家和地區的優秀電影五十多部，絕大多數均從未在中國放映過，全球首映也接近半數。本届电影展延续了首届的数个单元“首映”、“卧虎”（新导演）、“藏龙”（类型电影特别关注）、“华语新生代（华语新导演）”、“影展之最”、“回顾/致敬”，并设置了与山西本土相关的“本土制作”单元。
是屆「東西方交流傑出榮譽」由杜琪峰、李滄東共同獲得，開場電影為《半邊天》。

### 獲獎名單
| 類別                | 獎項                       | 獲獎者                                             |
| ------------------- | -------------------------- | -------------------------------------------------- |
| 羅伯托·羅西尼里榮譽 | 最佳影片                   | 伊凡·埃爾《索妮》                                  |
| 羅伯托·羅西尼里榮譽 | 最佳導演                   | 奧格根·格拉夫《空間》                              |
| 羅伯托·羅西尼里榮譽 | 評審榮譽                   | 楊修華《幻土》                                     |
| 費穆榮譽            | 最佳影片                   | 白雪《過春天》                                     |
| 費穆榮譽            | 最佳導演                   | 霍猛《過昭關》                                     |
| 費穆榮譽            | 最佳男演員                 | 楊太義《過昭關》                                   |
| 費穆榮譽            | 最佳女演員                 | 黃堯《過春天》                                     |
| 費穆榮譽            | 華語新生代·青年評審榮譽    | 霍猛《過昭關》                                     |
| 發展中電影榮譽      | 最佳影片                   | 松太加《拉姆與嘎貝》                               |
| 發展中電影榮譽      | 最佳導演                   | 黃梓《慕伶，一鳴，偉明》                           |
| 發展中電影榮譽      | 評審榮譽                   | 張大磊《藍色列車》                                 |
| 發展中電影榮譽      | 添翼計劃                   | 楊平道《裂流（失落的天使）》                       |
| 發展中電影榮譽      | 無限自在榮譽               | 葉謙《蕃薯澆米》                                   |
| 發展中電影榮譽      | 又見平遙榮譽               | 常標《森林》                                       |
| 觀眾票選榮譽        | 華語新生代單元最受歡迎影片 | 呂聿來《桃源》                                     |
| 觀眾票選榮譽        | 影展之最單元最受歡迎影片   | 盧卡斯·德霍特《女孩》                              |
| 觀眾票選榮譽        | 首映單元最受歡迎影片       | 劉苗苗《紅花綠葉》                                 |
| 觀眾票選榮譽        | 藏龍單元最受歡迎影片       | 羅曼·邦達爾丘克《火山》                            |
| 觀眾票選榮譽        | 臥虎單元最受歡迎影片       | 娜塔莎·馬爾庫洛娃、阿列克謝·楚波夫《眾人驚異之人》 |

## 第三届（2019年）
第三届平遙國際電影展於2019年10月10日开幕，为期10天。主题为「大家和大家」，展映27个国家和地区的54部电影，约半数为全球首映。本届电影展在板块单元设置上有重大革新，提出影片展映、学术活动、产业项目、电影教育四大板块。各单元设置也有所改动，“华语新生代“更名为”藏龙“单元，成为关注新导演华语作品的单元，并另设置“类型之窗”关注类型片，产业板块新增针对剧本项目的“平遥创投”单元。此外，由专业影评人所组成的迷影精神赏还与平遥电影节合作设立了一个针对藏龙单元的影评人平行奖项：“迷影选择荣誉”。
张艺谋获「东西方交流贡献荣誉」，施南生获「中国电影海外贡献荣誉」，茱莉‧贝托恰丽获「视听作品版权保护贡献荣誉」。开场电影原定为《解救·终局营救》，由于后期特效工作未达到预期。改为《老街坊》（全球首映）。

### 獲獎名單[10]
| 類別                | 獎項                       | 獲獎者                       |
| ------------------- | -------------------------- | ---------------------------- |
| 羅伯托·羅西尼里榮譽 | 最佳影片                   | 玛雅·达-林 《高烧》          |
| 羅伯托·羅西尼里榮譽 | 最佳導演                   | 塞萨尔·迪亚兹《我们的母亲》  |
| 羅伯托·羅西尼里榮譽 | 評審榮譽                   | 梁鸣 《日光之下》            |
| 費穆榮譽            | 最佳影片                   | 陈哲艺《热带雨》             |
| 費穆榮譽            | 最佳導演                   | 梁鸣 《日光之下》            |
| 費穆榮譽            | 最佳男演員                 | 王学兵 《海面上漂过的奖杯》  |
| 費穆榮譽            | 最佳女演員                 | 杨雁雁 《热带雨》            |
| 費穆榮譽            | 特别表扬                   | 雎安奇 《海面上漂过的奖杯》  |
| 費穆榮譽            | 華語新生代·青年評審榮譽    | 雎安奇《海面上漂过的奖杯》   |
| 發展中電影榮譽      | 最佳影片                   | 梅峰《恋曲1980》             |
| 發展中電影榮譽      | 最佳導演                   | 王尔卓《再见，乐园》         |
| 發展中電影榮譽      | 向上评审团奖               | 漆锐《池塘》                 |
| 發展中電影榮譽      | 添翼計劃奖                 | 郑陆心源《她房间里的云》     |
| 發展中電影榮譽      | 無限自在奖                 | 德格才让《他与罗耶戴尔》     |
| 發展中電影榮譽      | 制作奖                     | 刘泽《又一夏》               |
| 平遥创投荣誉        | 青云大奖                   | 阳子政《飞驰的一切必将汇合》 |
| 平遥创投荣誉        | 情深意重奖                 | 张撼依《年轻力壮》           |
| 平遥创投荣誉        | 商业潜力奖                 | 杨平道《劫匪爆红》           |
| 平遥创投荣誉        | 类型创新奖                 | 王一通《灾星下的恋人们》     |
| 平遥创投荣誉        | 创意大奖                   | 王沐 《温柔壳》              |
| 迷影选择荣誉        |                            | 陈哲艺《热带雨》             |
| 觀眾票選榮譽        | 从山西出发单元最受欢迎影片 | 张先《最佳导演》             |
| 觀眾票選榮譽        | 类型之窗单元最受欢迎影片   | 张险峰《白蛇传·情》          |
| 觀眾票選榮譽        | 影展之最單元最受歡迎影片   | 卡洛·西洛尼《索莱》          |
| 觀眾票選榮譽        | 首映單元最受歡迎影片       | 香农·墨菲 《乳牙》           |
| 觀眾票選榮譽        | 藏龍單元最受歡迎影片       | 叶谦《蕃薯浇米》             |
| 觀眾票選榮譽        | 臥虎單元最受歡迎影片       | 塞萨尔·迪亚兹《我们的母亲》  |

## 第四届（2020年）
第四届平遥国际电影展于2020年10月10日开幕，为期9天，主题为“电影，从来不是孤城”，展映50余部影片。本次影展取消了“影展之最”和“类型之窗”两个展映单元。开幕影片为纪录片《烟火人间》，闭幕影片为《武动天地》。田壮壮获“东西方交流贡献荣誉”，任仲伦获“中国电影海外贡献荣誉”。

### 获奖名单[12]
| 類別                | 獎項           | 獲獎者                           |
| ------------------- | -------------- | -------------------------------- |
| 羅伯托·羅西尼里榮譽 | 最佳影片       | 菲利普·尤里耶夫《捕鲸男孩》      |
| 羅伯托·羅西尼里榮譽 | 最佳導演       | 伊万·伊基奇《绿洲》              |
| 羅伯托·羅西尼里榮譽 | 評審榮譽       | 春本雄二郎《由宇子的天平》       |
| 羅伯托·羅西尼里榮譽 | 特别表扬       | 露西·普里巴《爱莎》              |
| 費穆榮譽            | 最佳影片       | 李冬梅《妈妈和七天的时间》       |
| 費穆榮譽            | 最佳导演       | 王晶《不止不休》                 |
| 費穆榮譽            | 最佳男演员     | 周游《野马分鬃》                 |
| 費穆榮譽            | 最佳女演员     | 刘雅瑟《荒野咖啡馆》             |
| 費穆榮譽            | 评审荣誉       | 《汉南夏日》                     |
| 其他榮譽            | 2020奖         | 管虎《八佰》                     |
| 其他榮譽            | 青年评审荣誉   | 杨平道《裂流》                   |
| 其他榮譽            | 迷影选择荣誉   | 杨平道《裂流》                   |
| 发展中电影荣誉      | 最佳影片       | 陈冠《深空》                     |
| 发展中电影荣誉      | 最佳导演       | 颜海《进化论》                   |
| 发展中电影荣誉      | 向上评审团奖   | 王申《石史诗》                   |
| 发展中电影荣誉      | 添翼计划荣誉   | 李云波《珍珠》                   |
| 发展中电影荣誉      | 无限自在荣誉   | 那嘉佐《街娃儿》                 |
| 发展中电影荣誉      | 特别表扬       | 张太龙《西南角人物》             |
| 平遥创投            | 暖流类型创新奖 | 程嫣雯《凶手们》                 |
| 平遥创投            | 商业潜力奖     | 《成为克里斯》                   |
| 平遥创投            | 人文精神奖     | 宋丽颖《好愿在人间》             |
| 平遥创投            | 创意大奖       | 曾建贵《河州》                   |
| 平遥创投            | 特别荣誉       | 史任飞《春困》                   |
| 平遥创投            | 青云剧本奖     | 严艺之《我抬头发现两朵一样的云》 |

## 第五届（2021年）
第五届平遥国际电影展展期为2021年10月12日至10月17日，以“聚”为主题，聚焦“新电影、新青年”。山西省副省长张复明出席开幕式并宣布开幕。开幕影片为《漫长的告白》，系全球首映。由于山西汛情的发生，开幕式设置特别环节向山西人民致敬。
此次平遥电影展共放映来自32个国家和地区的46部影片，其中官方单元入围影片全球首映率32%，亚洲首映率71%，中国首映率达100%。导演谢飞、徐克被授予最高致敬荣誉“卧虎藏龙东西方交流贡献荣誉”。

### 获奖名单[15][16]
| 類別                | 獎項                 | 獲獎者                                          |
| ------------------- | -------------------- | ----------------------------------------------- |
| 羅伯托·羅西尼里榮譽 | 最佳影片             | 奥马尔·埃尔·佐海里《羽毛》                      |
| 羅伯托·羅西尼里榮譽 | 最佳導演             | 纳泰什·赫格德《佩德罗》                         |
| 羅伯托·羅西尼里榮譽 | 評審榮譽             | 塔蒂亚娜·韦佐《火之夜》                         |
| 羅伯托·羅西尼里榮譽 | 特别表扬             | 亚历山大·科贝里泽《当我们仰望天空时看见什么？》 |
| 費穆榮譽            | 最佳影片             | 《宇宙探索编辑部》                              |
| 費穆榮譽            | 最佳导演             | 魏书钧《永安镇故事集》                          |
| 費穆榮譽            | 最佳男演员           | 邹涛《日夜江河》                                |
| 費穆榮譽            | 最佳女演员           | 黄米依《街娃儿》                                |
| 費穆榮譽            | 评审荣誉             | 王林《水边维纳斯》                              |
| 費穆榮譽            | 特别表扬             | 王尔卓《再见，乐园》                            |
| 費穆榮譽            | 最佳短片             | 《人子》                                        |
| 青年评审荣誉        | 青年评审荣誉·影片    | 《宇宙探索编辑部》                              |
| 青年评审荣誉        | 青年评审荣誉·导演    | 魏书钧《永安镇故事集》                          |
| 青年评审荣誉        | 迷影选择荣誉         | 《宇宙探索编辑部》                              |
| 青年评审荣誉        | 桐叶荣誉             | 《绿荫之外》                                    |
| 青年评审荣誉        | 中国电影海外贡献荣誉 | 黄旭峰、王子剑、谢萌                            |

## 第六届（2023年）
第六届平遥国际电影展于2023年1月14日晚在平遥古城开幕，本届电影展主题为平遥密码CODE≠COLD”。开幕当天王沐导演的影片《温柔壳》作为开幕片全球首映，毕赣执导的电影短片《破碎太阳之心》作为“平遥之夜影片”特别展映。本届电影展的入围作品中，18部影片为导演处女作。影展持续至当月19日。

### 获奖名单[19]
| 获奖影片                         | 獎項                                                              |
| -------------------------------- | ----------------------------------------------------------------- |
| 菅浩栋《夜幕将至》               | 費穆榮譽·最佳影片 迷影选择荣誉 桐叶荣誉                           |
| 王沐《温柔壳》                   | 费穆荣誉·最佳导演（王沐） 最佳女演员（王子文） 最佳男演员（尹昉） |
| 牛牛《军军》                     | 费穆荣誉·评审荣誉 青年评审荣誉                                    |
| 《地儿》                         | 费穆荣誉·最佳短片                                                 |
| 郑朱莉《下一个素熙》             | 羅伯托·羅西尼里榮譽·最佳影片                                      |
| 埃利奇·谢希里《无花果树下》      | 罗伯托·罗西里尼荣誉·最佳导演                                      |
| 迈克尔·博罗丁《便利店》          | 罗伯托·罗西里尼荣誉·评审荣耀                                      |
| 法比安·埃尔南德斯《男子汉》      | 罗伯托·罗西里尼荣誉·特别表扬                                      |
| 《开春》 《人海同游》 《逍遥游》 | 发展中电影荣誉                                                    |
| 余力为                           | 卧虎藏龙东西方交流贡献荣誉                                        |

## 第七届（2023年）
第七届平遥国际电影展于2023年10月11日在平遥古城开幕，以“摩登时代”为主题。开幕式上平遥国际电影展与清华大学建筑学院“建筑交叉探索小组”合作制作的AI短片《他们说》正式放映，五条人乐队在开幕式上进行表演。影展持续至当月18日。展映板块以“卧虎”“藏龙”“首映”“从山西出发”“回顾展”和“特别展映”六个单元展映54部国内外新片，其中入围影片《浪漫的断章》放映结束后在现场引起争论，有现场电影人形容为“这辈子从未见过的映后场景，足以载入中國文化史”。乌兹别克斯坦驻华大使馆向第七届平遥国际电影展发贺信祝愿平遥国际电影展的各项活动成功举办，并祝愿平遥国际电影展越来越成为中外电影文化交流的重要平台。

### 获奖名单[23][24]
| 獎項                              | 获奖者/获奖影片                       |
| --------------------------------- | ------------------------------------- |
| 卧虎藏龙东西方交流贡献荣誉        | 黄建新                                |
| 中国电影海外贡献荣誉              | 王为杰                                |
| 費穆榮譽·最佳影片                 | 魏书钧《河边的错误》                  |
| 费穆荣誉·最佳导演                 | 耿子涵《小白船》                      |
| 费穆荣誉·最佳女演员               | 吕星辰《逍遥·游》                     |
| 费穆荣誉·最佳男演员               | 章宇《沉默笔录》                      |
| 费穆荣誉·评审荣誉                 | 覃牧秋、詹涵淇《东四十条》            |
| 费穆荣誉·特别表扬                 | 李彬斌《野果之歌》 李璞导《年年岁岁》 |
| 羅伯托·羅西尼里榮譽·最佳影片      | 《金色茧房》                          |
| 罗伯托·罗西里尼荣誉·最佳导演      | 拉娃杜拉木·普雷夫-奥其尔《风之城》    |
| 罗伯托·罗西里尼荣誉·评审荣誉      | 《亲爱的格洛莉亚》                    |
| 罗伯托·罗西里尼荣誉·特别表扬      | 《空网》                              |
| 青年评审荣誉                      | 梁鸣《逍遥·游》                       |
| 青年评审荣誉·特别表扬             | 覃牧秋、詹涵淇《东四十条》            |
| 桐叶荣誉·最佳山西影片             | 许磊《问山》                          |
| 费穆荣誉·最佳短片                 | 郑子忆、文淇《她问》                  |
| 最佳学生短片荣誉                  | 曹一诺《自由永》                      |
| 最佳学生短片·特别表扬             | 林雨阳《我们都有小红花》              |
| 迷影选择荣誉                      | 魏书钧《河边的错误》                  |
| 观众票选荣誉·藏龙单元最受欢迎影片 | 耿子涵《小白船》                      |
| 迷影选择荣誉·卧虎单元最受欢迎影片 | 张钰《杀死紫罗兰》                    |
| 迷影选择荣誉·首映单元最受欢迎影片 | 小克莱伯·门多萨《幽灵肖像》           |
| 平遥创投·创意大奖                 | 李桃《别了1999》                      |
| 平遥创投·人文精神奖               | 王尔卓、刘亦宁《丘陵之歌》            |
| 平遥创投·商业潜力奖               | 林励《亲爱的生活》                    |
| 平遥创投·山西项目奖               | 高临阳《生命》                        |
| 平遥创投·陌陌青云剧本奖           | 韩金原《等我过去》                    |

## 第八届（2024年）
第八届平遥国际电影展于2024年9月24日在平遥古城开幕，以“这把泥土”为主题。展映版块以“卧虎”“藏龙”“首映”“从山西出发”“回顾展：这把泥土”“特别展映”和“影迷嘉年华”七个单元，展映66部国内外新片，由陈凯歌执导的电影《黄土地》举行上映40周年致敬放映。

### 获奖名单[27]
| 獎項                              | 获奖者/获奖影片 |
| --------------------------------- | --- |
| 卧虎藏龙东西方交流贡献荣誉        | 華特·薩勒斯 |
| 中国电影海外贡献荣誉              | 汤尼·雷恩 |
| 費穆榮譽·最佳影片                 | 杨穗益《喀斯特》 |
| 费穆荣誉·最佳导演                 | 唐永康《星星与月亮》 |
| 费穆荣誉·最佳女演员               | 姜卓君《“小”人物》 |
| 费穆荣誉·最佳男演员               | 徐朝英《前程似锦》 |
| 费穆荣誉·评审荣誉                 | 徐磊《前程似锦》 |
| 费穆荣誉·特别表扬                 | 从缺 |
| 羅伯托·羅西尼里榮譽·最佳影片      | 《烟囱里的麻雀》 |
| 罗伯托·罗西里尼荣誉·最佳导演      | 伯里斯·洛伊坎《苏莱曼的故事》                                                                                                   |
| 罗伯托·罗西里尼荣誉·评审荣誉      | 《圆满结局》 |
| 罗伯托·罗西里尼荣誉·特别表扬      | 《好孩子》 |
| 青年评审荣誉                      | 祝新《凤凰山下·词》 |
| 青年评审荣誉·特别表扬             | 从缺 |
| 桐叶荣誉·最佳山西影片             | 王楚惟《反客为主》 |
| 费穆荣誉·最佳短片                 | 张曜元《相谈》 |
| 最佳学生短片荣誉                  | 陈颖淇《兵捉贼》（香港浸會大學電影學院）                                                                                        |
| 最佳学生短片·特别表扬             | 李南辉《夜泳》（北京电影学院） 张沛然《送行》（中央戏剧学院）                                                                   |
| 迷影选择荣誉                      | 从缺 |
| 观众票选荣誉·藏龙单元最受欢迎影片 | 从缺 |
| 迷影选择荣誉·卧虎单元最受欢迎影片 | 从缺 |
| 迷影选择荣誉·首映单元最受欢迎影片 | 从缺 |
| 平遥创投·青云剧本奖               | 韩金原《我的二手爱人》 |
| 平遥创投·优选奖                   | 贝口力《我的二手爱人》 炎野《街头的天使》 缪可言《和世界彼此讨厌的燕子小姐》 顾丹童/王安齐《妈的相亲奇旅》 王熙铭《完美求职犯》 |
| 平遥创投·人文精神奖               | 陈延企《另一个故事：关于爱与希望》                                                                                              |
| 平遥创投·最具潜力奖               | 林壁炫《那个三十几岁没结婚的奇怪的舅舅回来了》                                                                                  |
| 平遥创投·有态度奖                 | 徐晓/马怀昌《疯狂失业园》 |
| 平遥创投·山西项目奖               | 吴语尧《两个》 |

## 团队变更
2020年10月18日晚，第四届平遥国际电影展闭幕前夜，平遥国际电影展创始人贾樟柯在接受媒体群访时，突然宣布：自己团队将不再参与举办明年的影展，影展将交给平遥政府来举办。关于退出平遥影展的原因，贾樟柯给出的回应是：“影展是一代一代人往下办的，它不是一个人，这个机制也不应该是离开一个人就不能再办了。所以我觉得我们早离开、早培养新的团队，让新的团队接手，让平遥影展摆脱贾樟柯的阴影，让它获得独立的生命力是非常急需的，所以我们选择在它强壮的时候离开。”
2021年6月1日贾樟柯在太原市举行新闻发布会，宣布了第五届平遥国际电影展的一系列变化，标志着他重返平遥国际电影展。

## 外部連結
- 平遙國際電影節官方網站 （页面存档备份，存于）